# Jiří Hanke Hiron
Jiří Hanke Hiron, també conegut com a Georg Hanke o Jorge Hanke, (Dolní Bučice, 12 de desembre de 1924 - Lausana, 11 de desembre de 2006) fou un futbolista txec dels anys 1950.

## Trajectòria
Nascut a Dolní Bučice (avui part de Vrdy) el 12 de desembre de 1924, es formà a l'Slavia Praga. L'any 1950 ingressà al FC St. Pauli on jugà alguns partits amistosos però no pogué disputar partits de lliga. Més tard marxà a França on fitxà pel RC Lens. La seva millor època la visqué al FC Barcelona, on romangué quatre temporades entre 1952 i 1956. Posteriorment jugà al CD Comtal una temporada. Es retirà a Suïssa, on també fou entrenador. Entrenà el FC Biel, Red Star i Vevey-Sports.
Va morir a Lausana l'11 de desembre del 2006.

## Palmarès
FC Barcelona
- Lliga espanyola: 1953
- Copa espanyola: 1952, 1953
- Copa Eva Duarte: 1953